# Copa Entel
La Copa Entel (o Circuito Copa Entel, como se la conoció en la edición de 2000) fue un torneo de fútbol de carácter amistoso disputado en 12 ocasiones entre 2000 y 2009. Consistía mayoritariamente en partidos entre Colo-Colo y Universidad de Chile, el llamado Superclásico del fútbol chileno, aunque también participaron San Lorenzo de Almagro de Argentina (en 2001) y Universidad Católica (en 2009).
Los partidos se disputaban en ciudades de regiones, salvo la cuarta edición de 2001, que comprometió a Universidad de Chile y San Lorenzo en el Estadio Nacional de Santiago, Región Metropolitana.
Este torneo era patrocinado por la Empresa Nacional de Telecomunicaciones S.A., más conocida por su acrónimo Entel.

## Historial
| Año          | Edición         | Campeón              | Subcampeón           |
| ------------ | --------------- | -------------------- | -------------------- |
| 2000 Detalle | Primera edición | Colo-Colo            | Universidad de Chile |
| 2000 Detalle | Segunda edición | Colo-Colo            | Universidad de Chile |
| 2000 Detalle | Tercera edición | Colo-Colo            | Universidad de Chile |
| 2000 Detalle | Cuarta edición  | Universidad de Chile | Colo-Colo            |
| 2001 Detalle | Primera edición | Colo-Colo            | Universidad de Chile |
| 2001 Detalle | Segunda edición | Colo-Colo            | Universidad de Chile |
| 2001 Detalle | Tercera edición | Universidad de Chile | Colo-Colo            |
| 2001 Detalle | Cuarta edición  | Universidad de Chile | San Lorenzo          |
| 2001 Detalle | Quinta edición  | Colo-Colo            | Universidad de Chile |
| 2001 Detalle | Sexta edición   | Colo-Colo            | Universidad de Chile |
| 2001 Detalle | Séptima edición | Universidad de Chile | Colo-Colo            |
| 2009 Detalle | Primera edición | Audax Italiano       | Universidad de Chile |
| 2009 Detalle | Segunda edición | Universidad Católica | Colo-Colo            |

## Palmarés
| Equipo               | Copas ganadas | Copas disputadas |
| -------------------- | ------------- | ---------------- |
| Colo-Colo            | 7             | 11               |
| Universidad de Chile | 4             | 11               |
| Universidad Católica | 1             | 1                |
| Audax Italiano       | 1             | 1                |